# 勝間田具治
勝間田 具治（かつまた ともはる、1938年2月4日 - ）は、静岡県下田市出身の日本のアニメーション演出家、アニメ監督である。

## 経歴
日本大学芸術学部卒業後、叔父で俳優の岸井明の紹介で1960年に映画製作会社の東映に入社。東映京都撮影所でマキノ雅弘に師事し、工藤栄一、加藤泰、田坂具隆監督らの助手を務めた。これら監督につき、『次郎長血笑記・富士見峠の対決（1960年公開）』『次郎長血笑記・殴り込み荒神山（1960年公開）』 『ちいさこべ（1962年公開）』などの制作に関わった。
その後、テレビアニメ事業に進出した東映動画（現・東映アニメーション）から請われて1964年に移籍し、アニメーションの演出家に転向。『狼少年ケン』『サイボーグ009（旧）』などの演出を務めた後、『デビルマン』『マジンガーZ』にてその才能が開花。以降、「東映アクション&ヒーローアニメ」のエース演出家として活躍した。2016年現在も東映アニメーションの最高齢の演出家として現役である。

## 代表作

### テレビアニメ
- 狼少年ケン (1964年、演出)
- 少年忍者風のフジ丸 (1964年、演出)
- レインボー戦隊ロビン (1966年、演出)
- 魔法使いサリー(第1作) (1966年、演出)
- ピュンピュン丸 (1967年、演出)
- あかねちゃん (1968年、演出)
- サイボーグ009 (1968年、演出[3])
- 佐武と市捕物控（1968年、演出）
- ゲゲゲの鬼太郎（第1作） (1968年、演出)
- ひみつのアッコちゃん(第1作) (1969年、演出)
- タイガーマスク (1969年、演出)
- デビルマン (1972年、演出[4])
- マジンガーZ (1972年、演出[5])
- キューティーハニー (1973年、演出[6])
- グレートマジンガー (1974年、演出[7])
- ゲッターロボ (1974年、演出[8])
- 少年徳川家康 (1975年、演出[9])
- ゲッターロボG (1975年、演出)
- UFOロボ グレンダイザー (1975年、チーフディレクター)
- マグネロボ ガ・キーン (1976年、演出)
- 大空魔竜ガイキング (1976年、演出[10])
- 惑星ロボ ダンガードA (1977年、チーフディレクター[11])
- キャプテン・フューチャー (1978年、チーフディレクター)
- 円卓の騎士物語 燃えろアーサー (1979年、演出)
- 宇宙空母ブルーノア (1979年、監督)
- Dr.スランプ アラレちゃん (1981年、演出)
- ハロー!サンディベル (1981年、演出)
- わが青春のアルカディア 無限軌道SSX (1982年、チーフディレクター)
- 夢戦士ウイングマン (1984年、シリーズディレクター)
- ビデオ戦士レザリオン (1984年、絵コンテ)
- 北斗の拳 (1984年、演出)
- 銀牙 -流れ星 銀- (1986年、シリーズディレクター)
- 聖闘士星矢 (1986年、演出)
- ゲゲゲの鬼太郎 (4作目、1996年、演出)
- 遊☆戯☆王 (1998年、演出)
- まもって守護月天! (1998年、演出)
- マシュランボー (2000年、演出)
- サラリーマン金太郎 (2001年、監督)
- 冒険王ビィト (2004年、演出)
- プレイボール (2005年、絵コンテ)
- ガイキング LEGEND OF DAIKU-MARYU (2005年、絵コンテ)
- リングにかけろ1日米決戦編 (2006年、演出)
- 出ましたっ!パワパフガールズZ (2006年、演出)
- 太極千字文 (2007年、コンテ)
- ゲゲゲの鬼太郎 (5作目、2007年、演出)
- ハートキャッチプリキュア! (2010年、演出)
- 探検ドリランド (2012年、演出)
- 聖闘士星矢Ω (2012年、演出)
- 探検ドリランド -1000年の真宝- (2013年、演出)
- 暴れん坊力士!!松太郎 (2014年、演出)
- タイガーマスクW (2016年、演出)

### 劇場アニメ
- タイガーマスク (1970年、演出)
- ながぐつ三銃士 (1972年、演出)
- マジンガーZ対デビルマン (1973年、演出)
- ひみつのアッコちゃん (1973年、演出)
- アンデルセン童話 にんぎょ姫 (1975年、監督)
- さらば宇宙戦艦ヤマト 愛の戦士たち (1978年、アニメーションディレクター)
- キャプテン・フューチャー (1979年、演出)
- ヤマトよ永遠に (1980年、チーフディレクター)
- FUTURE WAR 198X年(1982年、監督)
- わが青春のアルカディア (1982年、監督)
- 宇宙戦艦ヤマト 完結編 (1983年、監督)
- 雪国の王子さま (1985年、監督)
- オーディーン 光子帆船スターライト (1985年、プロデューサー)
- セントエルモ 光の来訪者(1987年、監督)
- 三国志シリーズ（監督）
  - 第一部・英雄たちの夜明け（1992年）
  - 第二部・長江燃ゆ! (1993年)
  - 完結編・遥かなる大地 (1994年)
- ろくでなしBLUES 1993 (1993年、監督)
- ゲゲゲの鬼太郎 大海獣 (1996年、監督)

### OVA
- シカとカンタ (1991年、プロデューサー)
- 太平洋にかける虹 (1992年、プロデューサー)
- 人間革命 (1995年、監督)
- 二人の王子さま (1996年、監督)
- ヒマラヤの光の王国(1999年、監督)
- いのち輝く灯(1999年、監督)
- サンゴの海と王子(2000年、監督)
- 大草原と白馬(2000年、監督)
- さばくの国の王女さま(2001年、監督)
- さばくの宝の城(2002年、監督)
- あの山に登ろうよ(2003年、監督)
- 大ヤマト零号 (2004年、監督)
- 花と少年(2004年、プロデューサー)
- 聖闘士星矢 冥王ハーデス冥界編 (2005年、シリーズディレクター)
- 輝け!友情のVサイン(2005年、プロデューサー、監督)

### その他
- 世界名作童話 まんがシリーズ (監督)
  - ヘンゼルとグレーテル（1975年[12]）